# Agromyza spiraeoidearum
Agromyza spiraeoidearum är en tvåvingeart som beskrevs av Erich Martin Hering 1957. Agromyza spiraeoidearum ingår i släktet Agromyza och familjen minerarflugor. Arten är reproducerande i Sverige. Inga underarter finns listade i Catalogue of Life.